# Преторіанська префектура Африки
Преторіанська префектура Африки (лат. praefectura praetorio Africae) — адміністративна одиниця ранньої Візантійської імперії, яка розташовувалась у Північній Африці з центром у м. Карфаген. Утворено 534 року. З метою поліпшення керованості близько 590 року перетворено на екзархат.

## Історія
У 533 році візантійські війська під проводом Велізарія висадилися у володіннях вандалів, перемогли останніх в битві при Ад-Децимі. За цим було здобуто Карфаген. При Трікамарі війська вандалів на чолі із Зазоном (Цазоном), братом вандальського короля, також були розбиті. Король Гелімер втік до берберів і знайшов укриття на горі Паппуа, де його блокували візантійці під керівництвом герула Фари. У березні 534 року Гелімер здався.
Після встановлення влади рішенням імператора Юстиніана I тут було створено преторіанську префектуру Африки, що в цілому повторювало таку саму префектуру часів пізньої Римської імперії. Було повністю відновлено скасовану вандалами римську податкову систему. Податками було обкладено також населення Сардинії і Корсики. Всі землі, втрачені колишніми власниками за часів панування вандалів, поверталися старим власникам — імператорського фіску, православній церкві, нащадків римських посессорів і місцевій романізованій знаті. При цьому аріані, донатисти, юдеї та погани піддавалися переслідуванням.
Візантійці відкрито взяли курс на підпорядкування берберських племен владі імперії. Колишні союзники Візантії тепер виступили проти візантійського війська та адміністрації. Вже у 534 році почалося повстання племені маврусіїв, але останніх переміг магістр армії Соломон. Після цього останній рушив на приборкання інших напівнезалежних племен. Було встановлено владу над колишньою римською провінцією Мавританія Перша. Також зміцнено владу на значній території префектури.
У 536—537 роках тривало повстання візантійських вояків, яких не сплачувалася платня. Придушити його зміг лише Герман, якого спрямували з Балкан. У 542 році почався новий етап війн між берберськими державними утвореннями та візантійцями. У 548 році магістр армії Іоанн Трогліта зумів приборкати усіх берберів, які визнали зверхність імперії, але зберегли свій напівнезалежний статус.
При імператорі Юстині II префектом преторія було призначено Фому, який сприяв поширенню християнства серед гарамантів і гетулів. Було міцно встановлено владу над сучасним Феццаном. Вже у 569 році почалося нове повстання берберів. Протягом 570—571 року Гармул, мавро-романський цар, завдав низки поразок візантійцям. Втім лише 578 року магістр армії Геннадій завдав Гармулу нищівної поразки, внаслідок чого його держава розпалася. Внаслідок цього вдалося встановити владу імперії над Мавританією Цезарейською, Мавританією Сітіфенською, Мавританією Другою. Між 585 та 590 роками преторіанську префектуру було реформовано в Африканський екзархат.

## Територія
Поділялася на 7 провінцій; Зевгітана, Карфаген, Бізацена, Триполі, Нумідія, Мавретанія і Сардинія (з Корсикою). На чолі чотирьох з них стояли ректори, іншими трьома управляли горезіди. Військова адміністрація була відокремлена від цивільної. На чолі префектури стояв префект преторія Африки, який користувався широкими повноваженнями.
Армія складалася з іл корпусу комітатів, розквартированих у внутрішніх областях, і з прикордонних військ — лімітанів. Усі чиновники цивільної адміністрації, всі військові командири і солдати отримували від держави платню, яка виплачувалася з податків, зібраних у провінції. У найбільших містах розташовувалися залоги на чолі з дуксами. Керував військом magister militum Africae (військовий магістр Африки).

## Очільники
- Архелай (534)
- Соломон (534—536), вперше
- Симмах (536—539)
- Соломон (539—544), вдруге
- Сергій (544—545)
- Ареобінд (545)
- Афанасій (545—550)
- Павло (550—552)
- Іоанн (552—558)
- Флавій Боецій (560—561)
- Іоанн Рогатін (561—563)
- Фома (563—565), вперше
- Теодор (565—570)
- Фома (574—578)
- Феодор (578—585)